# Stolonica socialis
Stolonica socialis is een zakpijpensoort uit de familie van de Styelidae. De wetenschappelijke naam van de soort is voor het eerst geldig gepubliceerd in 1903 door Hartmeyer.

## Beschrijving
Stolonica socialis vormt kolonies die verbonden zijn door takachtige uitlopers die de basis vormen. De individuele zoïden zijn eivormig of rechthoekig en tot 2 centimeter hoog. S. socialis is overwegend oranje gekleurd, maar kan soms geel of bruin van kleur zijn. De kleine sifo's bevinden zich dicht bij elkaar aan het bovenste uiteinde van de zoïde. De mantel is glad met weinig of geen zand, hoewel de stolonen vaak met zand bedekt zijn.

## Verspreiding
Stolonica socialis is inheems in de noordoostelijke Atlantische Oceaan, waar het op de zeebodem leeft.